# Ctenolophus spiricola
Ctenolophus spiricola là một loài nhện trong họ Idiopidae.
Loài này thuộc chi Ctenolophus. Ctenolophus spiricola được William Frederick Purcell miêu tả năm 1903.